# Ben (materiale)
 For alternative betydninger, se Ben (flertydig). (Se også artikler, som begynder med Ben)
Ben er et materiale, primært opbygget af calciumfosfat og kollagen. Det stammer fra knogler eller tænder fra dyr. Et prominent eksempel er elfenben.

## Anvendelse
Siden stenalderen har ben været anvendt til såvel kunstgenstande som for eksempel perler, eller til brugsgenstande som våben og værktøj. I Slovenien er der fundet nogle 53.000 år gamle fløjter af ben, som neandertalere har spillet på.
I dag bruges knogler som materiale i husflid, sløjd og hobby, for eksempel ved knivbygning som en del af skæftematerialet.